# SOS Esclavos
SOS-Esclaves Mauritania es una organización no gubernamental fundada en Mauritania en febrero de 1995 por antiguos esclavos y antiguos esclavistas. Tiene como objetivo fundamental la erradicación de la práctica de la esclavitud en la sociedad mauritana, sobre todo a través de dar a conocer a la opinión pública internacional la realidad del país, donde se calcula que en 2007 había todavía 600 mil esclavos.
| Localización: Nouakchott, Mauritania                          |
| ------------------------------------------------------------- |
| Activo en Mauritania                                          |
| Formas de abolición: Concienciación, formulación de políticas |
| Formas de esclavitud: Trabajo forzado                         |

## Esclavitud en Mauritania
En agosto de 2007 el Parlamento de Mauritania aprobó por unanimidad un decreto del Presidente que penalizaba la esclavitud con penas de cárcel de entre 5 y 10 años. Su práctica estaba prohibida, pero no penalizada, desde 1981. Según el Índice de Esclavitud Global de la Walk Free Foundation, Mauritania, con una población de solo 3,8 millones, tiene entre 140.000 y 160.000 esclavos. Eso es aproximadamente el cuatro por ciento de la población, y es, según muchas organizaciones, incluida Salimata Lam, una estimación bastante conservadora: apuntan a una cifra cercana al 15 por ciento. (2015)
Según el grupo franco-mauritano de derechos humanos SOS-Esclaves, en la actualidad hay 90.000 esclavos en Mauritania. Junto con cuatro organizaciones mauritanas, SOS-Esclaves se centra en exponer las prácticas racistas del estado mauritano. Además de la esclavitud, luchan contra la arabización forzada que supuso la expulsión de decenas de miles de africanos negros del país en 1989 y la depuración étnica del ejército en 1990-1991.
La historia de Mauritania siempre ha estado ligada a la esclavitud. La división étnica entre la población blanca (árabe o amazige) y los negro-africanos ha sido una constante de tensión histórica, que ha llevado a numerosos conflictos y finalmente al sometimiento de la población negro-africana a manos de una minoría blanca (árabe o amazige), que durante el periodo de colonización francesa mantuvo y reforzó las relaciones de opresión a las tribus africanas del sur. Tras la colonización, Mauritania sufrió una grave fragmentación social y no logró consolidarse en un modelo de nación, sino que acabó siendo un conjunto de tribus que habitaban en un lugar común. Como resultado de esta fragmentación y sometimiento social nace el haratine, el africano negro esclavizado históricamente pero liberado en términos legales. Esta población hoy en día sigue siendo la más vulnerable y condenada a vivir en condiciones de esclavitud y prácticas análogas, los niños y las mujeres son la población que más sufre estos abusos. Existe gran dificultad para establecer los parámetros de la esclavitud en Mauritania, mientras el gobierno niega su existencia. 
La esclavitud en Mauritania se presenta como un tipo de esclavitud tradicional, erradicada en la mayor parte del mundo, aunque también ha habido una evolución hacia un sistema de servidumbre, especialmente relacionado al trabajo doméstico. Lo que ha generado una gran dificultad de identificación de los casos de esclavitud y servidumbre en lugar de las malas condiciones laborales que sufre la parte de la sociedad más pobre. Se mantiene una forma de esclavitud hereditaria en el país, dando lugar a diferentes formas de esclavitud (gleba, doméstica o sexual) con múltiples combinaciones de vulneraciones de derechos. Por otro lado, también existe una esclavitud de primera generación en donde se ven afectadas las personas que pertenecen a familias esclavizadas históricamente o que provienen de otras regiones: especialmente Senegal y Mali. La pobreza, la herencia sociocultural y la situación de los padres son determinantes a la hora de establecer los factores que conducen a las personas hacia la servidumbre.
En 1980, la esclavitud fue abolida en Mauritania por tercera vez en el siglo XX. Sin embargo, el tema es tan antiguo que sigue atrayendo la atención de abolicionistas y grupos de derechos humanos, pero también de donantes internacionales y periodistas hasta el día de hoy. Destacan varios grupos de derechos humanos, como Human Rights Watch, Anti-Slavery International y SOS-Esclaves de Mauritania. En la actualidad, el marco del consenso internacional sobre la abolición de la esclavitud, los derechos humanos y los derechos de la persona lo constituyen la Declaración Universal de Derechos Humanos (Universal Declaration of the Human Rights) de 1948, la Convención sobre la esclavitud (Slavery Convention) de 1926, la Convención sobre el trabajo forzoso (Forced Labour Convention) de 1930, el Convenio Complementario sobre la Abolición de la Esclavitud, La Trata de Esclavos y Las Instituciones y Prácticas Análogas a la Esclavitud (Supplementary Convention on the Abolition of Slavery, the Slave Trade and Institutions and Practices Similar to Slavery) de 1956, y el Convenio n.º 105 de la OIT de 1957 sobre la Abolición del trabajo forzoso (Abolition of Forced Labour). Los distintos convenios no solo condenan la esclavitud y el trabajo forzoso, sino que también piden medidas para prevenirlos. En vista de esta larga historia de abolición y del consenso sobre este tema dentro de la comunidad internacional, la acusación de continuar tolerando la esclavitud golpea con fuerza.

## Labores que realizan
Mauritania es uno de los últimos países del mundo donde las personas todavía nacen en la esclavitud y literalmente son propiedad de otras personas, y se enfrentan a una vida de abusos y trabajos forzados. Anti-Slavery International junto con SOS-Esclaves ayudan a las personas a escapar de la esclavitud y reconstruir sus vidas como personas libres. Brindan apoyo económico inicial y albergue, brindan una formación educativa básica tanto a niños como a adultos ya que no pueden acceder a la educación estatal, incluso después de la fuga, por la falta de actas de nacimiento. También ayudan a los sobrevivientes a obtener una formación profesional a más largo plazo y les proporcionan microcréditos para que puedan ser económicamente independientes. Apoyan a muchos en la liberación de familiares que todavía están en esclavitud.
Anti-Slavery International trabaja para expandir y capacitar a la red de miembros de SOS-Esclaves en todo el país, para que puedan apoyar a las personas que escapan de la esclavitud en sus áreas locales de manera más efectiva.
Llevar los casos a los tribunales es muy difícil. Aunque la esclavitud fue tipificada como delito en 2007, las clases propietarias de esclavos siguen dominando el poder judicial y la policía. Las demoras y las fallas en el debido proceso son muy comunes. Sin embargo, desde Anti-Slavery International lograron los dos únicos enjuiciamientos exitosos de propietarios de esclavos en la historia de Mauritania y tienen casi 40 casos en los tribunales en este momento. También presionan al gobierno para que implemente leyes y políticas que protejan a las personas de la esclavitud. Aunque en 2015 se aprobó una nueva ley contra la esclavitud, el gobierno sigue siendo reacio a ponerla en acción, y en su lugar toma medidas enérgicas contra los activistas que luchan contra la esclavitud.

## Orígenes de SOS-Esclaves
La Organización fue fundada en 1995 por importantes figuras del movimiento anterior: El Hor (es la organización contra la esclavitud más antigua de Mauritania). SOS-Esclaves, es la organización sucesora de El Hor, en la actualidad cuenta con más de 2000 miembros y “Puntos Focales” en cada región y en la mayoría de las ciudades de Mauritania.  Desde su fundación ha ayudado a cientos de personas a escapar de la esclavitud y vivir de forma independiente, también es reconocida internacionalmente por su compromiso con la erradicación de la esclavitud durante años, compartiendo mensajes conmovedores en foros públicos, medios de comunicación y de la ONU. Con el apoyo de Anti-Slavery International, SOS-Esclaves pudo establecer sus oficinas regionales en los bastiones de la esclavitud en Atar, Nema y Bassikou.
SOS-Esclaves es miembro del Foro Nacional de Derechos Humanos de la Organización Mundial contra la Tortura y observador de la Comisión Africana de Derechos Humanos y de los Pueblos. Su propósito es erradicar la servidumbre tradicional en Mauritania, promover los derechos humanos e informar sobre las discriminaciones étnicas y sexuales, pero también garantizar que se respete el bienestar físico de los niños y presos.
En su origen, la organización fue tolerada por el gobierno, aunque posteriormente fue declarada ilegal tras un juicio en 1998, durante el cual su presidente Boubacar Messaoud y cuatro activistas de derechos humanos fueron condenados a prisión y multados. Desde entonces han sido liberados gracias a una campaña internacional de solidaridad entre activistas de derechos humanos. Sin embargo, esta organización laica continúa publicando un informe cada año sobre el estado de las libertades civiles en Mauritania e insistiendo en que el gobierno haga cumplir el tercer decreto de abolición, inactivo en 1981, que abolió oficialmente la esclavitud en Mauritania.
A pesar de los repetidos ataques perpetrados por el régimen de Ould Sid’Ahmed Taya, SOS-Esclaves ha puesto de manifiesto la persistencia de la práctica de la esclavitud en la sociedad mauritana y destacó varios de los diversos casos de esclavos fugitivos. La organización ha intervenido muchas veces en favor de ex esclavos que buscaban reunirse con miembros de sus familias u obtener acceso a tierras o herencia de sus propios familiares. SOS-Esclaves culpa al gobierno de obstaculizar los trabajos de cualquier organización que plantee la cuestión de la esclavitud en Mauritania, mientras que el gobierno acusa a la organización de desacreditar la imagen del país. Amnistía Internacional publicó un informe en 2002 en el que destacaba las numerosas violaciones de derechos humanos, especialmente en casos de esclavos, que se han cometido en Mauritania.

## Comunicado de SOS-Esclaves sobre el gobierno de Mauritania
Boubacar Messaoud, presidente de SOS-Esclaves redacta un comunicado a raíz de una situación de abuso de poder por parte del gobierno.
El viernes 8 de septiembre de 2017, la policía impidió (siguiendo órdenes) que llegara al Aeropuerto Internacional Nouakchott Oum Tounsi una delegación de militantes de derechos civiles estadounidenses encabezados por Jonathan Jackson y Sean Terner.
El Director Regional de Seguridad de Mauritania se negó a la presencia de los militantes estadounidenses de derechos civiles invitados por SOS-Esclaves, notificando al presidente de SOS-Esclaves que no estaban autorizados a desembarcar.
Estos militantes fueron los invitados de SOS-Esclaves en el año 2015 y expresaron su deseo de volver de nuevo para visitar Mauritania. La visita de 2015 respondió al enfoque pacífico de SOS-Esclaves para aprender de todas las experiencias y enfoques positivos con el objetivo de contribuir a la promoción de la justicia social y a las virtudes de la conciliación y garantía de la paz.
Mediante el comunicado SOS-Esclaves aprovecha para exigir la implementación de medidas progresivas que no solo deben ser adaptadas al consumo internacional:
“El Gobierno ha creado tres tribunales contra la esclavitud, pero todavía tenemos expedientes de esclavitud pendientes. Los tribunales ordinarios aún no han transferido los expedientes de esclavitud a estos tribunales contra la esclavitud de nueva creación.
Esta situación refuerza la convicción de SOS-Esclaves sobre la necesidad de reconocer que Mauritania es rica en diversidad; las distintas comunidades deben vivir en armonía en una Mauritania igualitaria, respetuosa de la justicia y la ciudadanía.
La experiencia estadounidense en este ámbito es indiscutiblemente muy rica y puede beneficiar a todas las organizaciones del mundo. Observamos que SOS-Esclaves es una organización patriótica que se adhiere a los principios de justicia y democracia.
Esta actitud de las autoridades no honra a nuestro hermoso país; un país que debe reconectarse con los valores cardinales de la paz y la hospitalidad. Este tipo de prácticas ni siquiera sirve a los objetivos declarados de nuestros líderes”.

## Relación con Naciones Unidas
Mientras el Gobierno de Mauritania ofrece un discurso que desestima la existencia de la esclavitud, los organismos internacionales como Naciones Unidas y la Organización Internacional del Trabajo han solicitado reiteradamente que se adopten estrategias amplias contra estas prácticas, asegurando que las víctimas puedan utilizar sus derechos y buscar ayuda junto con investigaciones apropiadas por parte del Estado, con una real aplicación de las leyes. El Gobierno de Mauritania, ha creado una agencia social especializada para luchar contra las secuelas de la esclavitud (eufemismo creado y utilizado por el Gobierno para no reconocer la existencia de esta realidad). Por otro lado, existen varias organizaciones que han mantenido una actitud de lucha frente a estos abusos, entre ellas, las principales son SOS-Esclaves Mauritania, L'Association des Femmes Chefs de Famille, Terre des Hommes de Mauritania, Confédération Libre des Travailleurs de Mauritanie y la Initiative for the Resurgent Abolition Movement que llevan varios años acometidos al trabajo directo con personas que se encuentran o encontraban en esta situación.
Los movimientos sociales han tenido un rol primordial en la lucha contra la esclavitud ya que han sido los principales promotores de la liberación de esclavos, la generación de leyes y los juicios a esclavistas. Su figura más mediática y apoyada en los círculos internacionales de activismo ha sido Biram Ould Abeid, ganador del premio de los Derechos Humanos de Naciones Unidas en 2013 por su combate no violento contra la esclavitud y considerado como uno de los cien intelectuales más importantes del mundo por Foreign Policy. Este activista fue apresado en 2014 por manifestarse en contra de la revocación de cargos a un esclavista, todo esto, tras ser oposición al Gobierno en los comicios presidenciales de ese mismo año. Este caso no es aislado, puesto que la mayoría de dirigentes que luchan por la erradicación de la esclavitud han sido condenados a pasar algunos periodos de cárcel.
Dentro de este tenso este ambiente, Naciones Unidas en 2010, después de una visita de su Relator Especial al país, sugiere a Mauritania una serie de recomendaciones con el objetivo de erradicar la esclavitud. Las recomendaciones apelan a la creación de una agencia gubernamental y proponen la creación de una ruta de trabajo basada en pautas que buscan un trabajo de asistencia a las víctimas de la esclavitud y ex esclavos, reforzamientos legales efectivos al respecto y un trabajo de prevención en diversos ámbitos. De esta manera el Gobierno responde con la generación de una hoja de ruta en 2014, en donde establecen las acciones para dar respuestas a estas recomendaciones. Esta hoja de ruta ha sido creada entre los representantes del Gobierno, a través de la Comisión de Derechos Humanos y parte de la sociedad civil. En principio comenzaría a operar en 2014, aún no se ha puesto en marcha. A raíz de esta hoja de ruta, los movimientos sociales que han sido excluidos del proceso, en este caso, los haratines, han decidido generar una serie de propuestas encaminadas a la erradicación de la esclavitud y la emancipación haratina. Estas propuestas apuntan a cambios más bien estructurales en cuanto a lo social, económico, legal y político; cabe decir que son propuestas de difícil alcance, en consideración con lo poco que se ha avanzado en esta problemática los últimos 35 años.

## Salimata Lam
Salimata Lam es la coordinadora nacional de SOS-Esclaves. En una entrevista con Al-Jazeera Lam explica: “SOS-Eslcaves lucha por la erradicación de la esclavitud a través de la ascendencia familiar. Proporcionamos recursos para esclavos y ex esclavos, y concienciamos a la comunidad sobre las leyes contra la esclavitud y los derechos de las personas según las leyes. Pedimos a los legisladores que mejoren las leyes y su aplicación. También brindamos asistencia legal a las víctimas que buscan reparación ”. Pero Lam, en su puesto en SOS-Esclaves, hace mucho más que eso. Ayuda a las personas de manera integral, de adentro hacia afuera. 
Salimata Lam se formó en el colegio francés College des Jeunes Filles. Durante su época de estudiante en Nouakchott hizo campaña para el Mouvement National Democratique, que se fundó en 1968 como una organización semiclandestina con una agenda de izquierda que se oponía a las políticas internas y las alineaciones extranjeras del entonces presidente Ould Daddah. Comenzó su carrera enseñando a ciegos y luego pasó a otros tipos de trabajo de derechos humanos. En 2010, fue contratada para el puesto de coordinadora nacional de SOS Esclaves.
En palabras de Sarah Mathewson, coordinadora del programa para África de Anti-Slavery International, que trabaja con SOS-Esclaves para combatir la esclavitud: “Salimata Lam es la columna vertebral de SOS Esclaves. Ella ejecuta el proyecto de una manera muy silenciosa detrás de escena. Está muy comprometida con las víctimas y el trabajo. Nunca podremos recaudar suficiente dinero para el salario que se merece, pero ella sigue adelante, trabaja todo tipo de horas y hace todo tipo de sacrificios personales para hacer este trabajo en el que cree”.